# Anne-Lise Olsen
Anne-Lise Olsen gift Schjønning-Larsen (født 27. august 1938 i København) er en tidligere dansk atlet fra Københavns IF. 
Olsen startede sin atletikkarriere som 14-årig i 1952. Hun var landsholdsløber 1960-1965 på 100 meter og 4 x 100 meter. Hun var med til at på Bislett Stadion under kvindelandskampen mod Norge 20. juli 1960 at sætte den danske rekord på 4 x 100 meter stafet. Rekordholdet bestod af Lone Hadrup, Bodil Nørgaard, Anne-Lise Olsen og Vivi Markussen, der løb i den nævnte rækkefølge. Den nye rekordtid 47,9 sek var forbedring på godt to sekunder af den hidtidige rekord, som var sat under olympiaden i London i 1948. Hun deltog også i den første Europa Cup for kvinder i 1965. Hun nåede totalt seks landskampe. Det blev til fem bronzemedaljer på DM; tre på 200 meter og to på 100 meter. 
Olsen som nu heder Schjønning-Larsen arbejdede som udviklingschef i ISS og var en af de ledende kræfter i løbsledelsen for Eremitageløbet.

## Danske mesterskaber
- Bronze 1965 200 meter 25.9
- Bronze 1962 200 meter 26.0
- Bronze 1961 100 meter 12.5
- Bronze 1960 100 meter 12.6
- Bronze 1960 200 meter 27.6

## Personlige rekord
- 100 meter: 12.2 1961
- 200 meter: 25,8 1962
- Længdespring: 5,23 1962